# Élections législatives vincentaises de 1994
Les élections législatives vincentaises de 1994 se sont déroulées le 21 février 1994 à Saint-Vincent-et-les-Grenadines. Le Nouveau Parti démocratique (NPD), qui possédait la totalité des quinze sièges choisit au suffrage direct à la Chambre d'assemblée vincentaise est en léger recul mais conserve sa majorité absolue avec douze sièges. James Fitz-Allen Mitchell demeure Premier ministre.

## Système politique et électoral
Saint-Vincent-et-les-Grenadines est un royaume du Commonwealth, un État indépendant dans les Caraïbes ayant conservé la reine Élisabeth II comme chef symbolique et cérémoniel de l'État. Cette dernière est représentée par un gouverneur général choisi par le gouvernement vincentais. C'est une monarchie parlementaire et une démocratie multipartite. 
Son parlement monocaméral, l'assemblée, est composée de 21 à 23 membres élus pour cinq ans, dont 15 représentants au scrutin uninominal majoritaire à un tour dans autant de circonscriptions. Six autres membres, dits sénateurs, sont nommés par le gouverneur général, dont quatre sur proposition de la majorité au pouvoir et les deux autres sur celle de l'opposition. De même, Le président de l'assemblée et le procureur général sont membres de droit s'ils ne sont pas déjà issus des rangs de l'assemblée. Le Premier ministre et ses ministres sont issus de la Chambre d'assemblée, qui contrôle l'exécutif.
Le vote n'est pas obligatoire.

## Campagne
Les élections sont marquées par d'importantes violences, causant un décès. Le Nouveau Parti démocratique (NPD) axe sa campagne sur la libre entreprise et le soutien de l'unité des îles caribéennes et propose de faire appel à l'assistance de l'Union européenne pour restructurer l'industrie bananière locale, première source de revenus de l'île.
En face, l'opposition se présente unie. Le Parti travailliste de Saint-Vincent (PTSV) et le Mouvement pour l'unité nationale (MUN) forment ainsi une alliance en se répartissant les circonscriptions afin de ne pas se faire concurrence dans le cadre d'un scrutin majoritaire à un tour. Des candidats du PTSV s'opposent ainsi seuls au NDP dans neuf circonscriptions avec le soutien du MUN, tandis que celui-ci oppose ses candidats au NDP dans les six circonscriptions restantes avec le soutien du PTSV.

## Résultats
|                           |                                            |        |       |       |        |               |  |  |  |
| Parti                     | Parti                                      | Voix   | %     | +/-   | Sièges | +/-           |  |  |  |
|                           | Nouveau Parti démocratique (NPD)           | 25 789 | 54,95 | 11,34 | 12     | 3             |  |  |  |
|                           | Parti travailliste de Saint-Vincent (PTSV) | 12 455 | 26,54 | 3,76  | 2      | 2             |  |  |  |
|                           | Mouvement pour l'unité nationale (MUN)     | 8 178  | 17,42 | 15,07 | 1      | 1             |  |  |  |
|                           | Indépendants (3)                           | 512    | 1,09  | –     | 0      | en stagnation |  |  |  |
|                           |                                            |        |       |       |        |               |  |  |  |
| Votes valides             | Votes valides                              | 46 934 | 99,42 |       |        |               |  |  |  |
| Votes blancs et invalides | Votes blancs et invalides                  | 278    | 0,58  |       |        |               |  |  |  |
| Total                     | Total                                      | 47 212 | 100   | –     | 15     | en stagnation |  |  |  |
| Abstentions               | Abstentions                                | 24 742 | 34,39 |       |        |               |  |  |  |
| Inscrits / participation  | Inscrits / participation                   | 71 954 | 65,61 |       |        |               |  |  |  |

| Majorité absolue |     |     |
| ↓                |     |     |
| 2                | 1   | 12  |
| PTSV             | MUN | NPD |

## Résultats par circonscription[1]
- NPD : Nouveau Parti démocratique (New Democratic Party), nombre de candidats présentés : 15, chef : James Fitz-Allen Mitchell
- PTSV : Parti travailliste de Saint Vincent (Saint Vincent Labour Party), nombre de candidats présentés : 9, chef : Vincent Beache
- MUN : Mouvement pour l'unité nationale (Movement for National Unity), nombre de candidats présentés : 6, chef : Ralph Gonsalves
- Autres, nombre de candidats présentés : 3

Nombre total de candidat : 33
| Circonscription        | Parti  | Parti  | Parti | Parti  | Suffrages | Suffrages | Suffrages | Inscrits | Partici- pation |
| Circonscription        | NPD    | PTSV   | MUN   | Autres | Valides   | Invalides | Total     | Inscrits | Partici- pation |
| ---------------------- | ------ | ------ | ----- | ------ | --------- | --------- | --------- | -------- | --------------- |
| North Windward         | 1 841  | -      | 1 417 | -      | 3 258     | 19        | 3 277     | 4 300    | 76,21 %         |
| North Central Windward | 1 190  | -      | 2 702 | -      | 3 892     | 29        | 3 921     | 5 357    | 73,19 %         |
| South Central Windward | 2 262  | 1 423  | -     | -      | 3 685     | 23        | 3 708     | 5 290    | 70,09 %         |
| South Windward         | 1 032  | 1 851  | -     | 472    | 3 355     | 6         | 3 361     | 4 985    | 67,42 %         |
| Marriaqua              | 1 975  | 1 798  | -     | 18     | 3 791     | 5         | 3 796     | 5 547    | 68,43 %         |
| East St. George        | 1 900  | 1 720  | -     | -      | 3 620     | 26        | 3 646     | 5 657    | 64,45 %         |
| West St. George        | 1 751  | -      | 1 634 | 22     | 3 407     | 28        | 3 435     | 5 624    | 61,08 %         |
| East Kingstown         | 1 697  | -      | 1 094 | -      | 2 791     | 14        | 2 805     | 4 883    | 57,44 %         |
| Central Kingstown      | 1 637  | 956    | -     | -      | 2 593     | 24        | 2 617     | 4 804    | 54,48 %         |
| West Kingstown         | 1 851  | -      | 1 171 | -      | 3 022     | 34        | 3 056     | 5 239    | 58,33 %         |
| South Leeward          | 2 249  | 1 413  | -     | -      | 3 662     | 21        | 3 683     | 5 504    | 66,91 %         |
| Central Leeward        | 1 694  | 1 786  | -     | -      | 3 480     | 16        | 3 496     | 4 747    | 73,65 %         |
| North Leeward          | 1 943  | 1 339  | -     | -      | 3 282     | 10        | 3 292     | 4 844    | 67,96 %         |
| Northern Grenadines    | 1 715  | 169    | -     | -      | 1 884     | 16        | 1 900     | 3 238    | 58,68 %         |
| Southern Grenadines    | 1 052  | -      | 160   | -      | 1 212     | 7         | 1 219     | 1 935    | 63,00 %         |
| Total                  | 25 789 | 12 455 | 8 178 | 512    | 46 934    | 278       | 47 212    | 71 954   | 65,61 %         |

## Conséquences
Peu après la même année, le Parti travailliste de Saint-Vincent (PTSV) et le Mouvement pour l'unité nationale (MUN) fusionnent pour former le Parti travailliste uni (PTU).

## Représentants élus
| Circonscription        | Représentant sortant      | Parti | Parti | Représentant élu          | Parti | Parti |
| ---------------------- | ------------------------- | ----- | ----- | ------------------------- | ----- | ----- |
| North Windward         | Inconnu                   |       | NPD   | Inconnu                   |       | NPD   |
| North Central Windward | Inconnu                   |       | NPD   | Ralph Gonsalves           |       | MUN   |
| South Central Windward | Allan Cruickshank         |       | NPD   | Allan Cruickshank         |       | NPD   |
| South Windward         | Inconnu                   |       | NPD   | Inconnu                   |       | PTSV  |
| Marriaqua              | Inconnu                   |       | NPD   | Inconnu                   |       | NPD   |
| East St. George        | Inconnu                   |       | NPD   | Inconnu                   |       | NPD   |
| West St. George        | Yvonne Francis-Gibson     |       | NPD   | Yvonne Francis-Gibson     |       | NPD   |
| East Kingstown         | Inconnu                   |       | NPD   | Arnhim Eustace            |       | NPD   |
| Central Kingstown      | Inconnu                   |       | NPD   | Inconnu                   |       | NPD   |
| West Kingstown         | Inconnu                   |       | NPD   | Inconnu                   |       | NPD   |
| South Leeward          | Inconnu                   |       | NPD   | Inconnu                   |       | NPD   |
| Central Leeward        | Inconnu                   |       | NPD   | Louis Straker             |       | PTSV  |
| North Leeward          | Inconnu                   |       | NPD   | Inconnu                   |       | NPD   |
| Northern Grenadines    | James Fitz-Allen Mitchell |       | NPD   | James Fitz-Allen Mitchell |       | NPD   |
| Southern Grenadines    | Inconnu                   |       | NPD   | Inconnu                   |       | NPD   |